# Liège Expo
Liège Expo est un centre d'exposition et de congrès situé dans le quartier de Droixhe, à Liège, en Belgique. Inauguré le 2 octobre 2024, ce complexe multifonctionnel s'inscrit dans une stratégie de dynamisation économique et culturelle de la métropole liégeoise, répondant aux besoins modernes des secteurs des événements et du tourisme d'affaires. Liège Expo remplace les anciennes halles des foires de Coronmeuse démolies en 2021 dans le cadre de la construction du quartier Rive Ardentes.

## Historique et développement
Le projet de Liège Expo a vu le jour dans le cadre du programme européen FEDER « Liège, Ville en transition ». Situé sur une ancienne friche industrielle, le site a été assaini et réaménagé dans une optique de développement durable. Les travaux, débutés en 2022, se sont achevés en juillet 2024 après 22 mois de chantier. Le centre remplace les anciennes halles des foires de Coronmeuse, un site emblématique mais devenu obsolète.

## Caractéristiques
Liège Expo s'étend sur 16 500 m2 et comprend cinq halles modulables et une salle polyvalente. Sa capacité d'accueil atteint 10 000 personnes, ce qui en fait l'une des plus grandes infrastructures de ce type en région wallonne. Le complexe dispose de technologies modernes, telles que des systèmes d'éclairage LED, de gestion automatisée de l'énergie et des installations de récupération d'eau de pluie.
Les abords incluent une esplanade pour des événements extérieurs, des parkings pour exposants et visiteurs, ainsi qu'un accès direct au réseau de transport en commun, notamment le tramway de Liège.

## Objectifs et mission
Liège Expo vise à renforcer la position de Liège dans le secteur MICE (meetings, incentives, conventions, exhibitions). Lieu polyvalent, il accueille des foires, salons, événements sportifs et culturels, ainsi que des concerts. Le centre contribue également à la revalorisation du quartier de Droixhe en stimulant l'économie locale et en favorisant des investissements immobiliers.

## Événements marquants
L'inauguration de Liège Expo a été marquée par le Jumping de Liège, qui s'est déroulé les 4, 5 et 6 octobre 2024. Cet événement équestre, agrémenté d'animations gratuites et de spectacles, a attiré un large public et illustré le potentiel du site à accueillir des manifestations d'envergure.

## Accessibilité
Liège Expo bénéficie d'une bonne accessibilité grâce à sa proximité avec l'autoroute E25, un des terminus de tram dédié et plusieurs lignes de bus. Le site est également desservi par des itinéraires cyclables et offre des espaces de stationnement sécurisés pour les vélos.

## Perspectives
Avec Liège Expo, la Ville de Liège affirme sa volonté de se positionner comme un pôle européen de premier plan pour les événements internationaux, contribuant ainsi au rayonnement de la région au-delà des frontières belges.